# Adil Shamasdin
Adil Shamasdin (* 23. Mai 1982 in Toronto, Ontario) ist ein ehemaliger kanadischer Tennisspieler.

## Karriere
Der Doppelspezialist konnte 2011 an der Seite von Jamie Cerretani in Johannesburg seinen ersten Titel auf der ATP World Tour erringen. 2015 und 2017 folgte jeweils ein weiterer. Erfolgreicher war Shamasdin bisher auf der ATP Challenger Tour, auf der er 19 Turniere gewann. Seine höchsten Platzierungen in der Weltrangliste sind Platz 44 im Doppel im Juni 2017 sowie Rang 748 im Einzel im August 2009.
2015 gab Shamasdin bei der 0:5-Niederlage gegen Belgien sein Debüt für die kanadische Davis-Cup-Mannschaft.
2021 spielte er letztmals ein Profiturnier.

## Erfolge
| Legende (Anzahl der Siege)                       |
| Grand Slam                                       |
| Tennis Masters Cup ATP World Tour Finals         |
| ATP Masters Series ATP World Tour Masters 1000   |
| ATP International Series Gold ATP World Tour 500 |
| ATP International Series ATP World Tour 250 (3)  |
| ATP Challenger Tour (24)                         |

| Titel nach Belag |
| ---------------- |
| Hartplatz (1)    |
| Sand (2)         |
| Rasen (0)        |

### Doppel

#### Turniersiege

##### ATP World Tour
| Nr. | Datum           | Turnier      | Belag     | Partner         | Finalgegner                      | Ergebnis         |
| --- | --------------- | ------------ | --------- | --------------- | -------------------------------- | ---------------- |
| 1.  | 6. Februar 2011 | Johannesburg | Hartplatz | Jamie Cerretani | Scott Lipsky Rajeev Ram          | 6:3, 3:6, [10:7] |
| 2.  | 11. April 2015  | Casablanca   | Sand      | Rameez Junaid   | Rohan Bopanna Florin Mergea      | 3:6, 6:2, [10:7] |
| 3.  | 27. Mai 2017    | Lyon         | Sand      | Andrés Molteni  | Marcus Daniell Marcelo Demoliner | 6:3, 3:6, [10:5] |

##### ATP Challenger Tour
| Nr. | Datum              | Turnier           | Belag         | Partner               | Finalgegner                           | Ergebnis           |
| --- | ------------------ | ----------------- | ------------- | --------------------- | ------------------------------------- | ------------------ |
| 1.  | 29. November 2009  | Puebla            | Hartplatz     | Vasek Pospisil        | Guillermo Olaso Pere Riba             | 7:67, 6:0          |
| 2.  | 16. Mai 2010       | Biella            | Sand          | Jamie Cerretani       | Dustin Brown Alessandro Motti         | 6:3, 2:6, [11:9]   |
| 3.  | 12. September 2010 | Rijeka            | Sand          | Lovro Zovko           | Carlos Berlocq Rubén Ramírez Hidalgo  | 1:6, 7:69, [10:5]  |
| 4.  | 13. Februar 2011   | Quimper           | Hartplatz (i) | Jamie Cerretani       | Jamie Delgado Jonathan Marray         | 6:3, 5:7, [10:5]   |
| 5.  | 12. Juni 2011      | Nottingham        | Rasen         | Rik De Voest          | Treat Huey Izak van der Merwe         | 6:3, 7:69          |
| 6.  | 18. März 2012      | Guadalajara       | Hartplatz     | Jamie Cerretani       | Tomasz Bednarek Olivier Charroin      | 7:65, 6:1          |
| 7.  | 4. November 2012   | Eckental          | Teppich (i)   | Jamie Cerretani       | Tomasz Bednarek Andreas Siljeström    | 6:3, 2:6, [10:4]   |
| 8.  | 11. November 2012  | Loughborough      | Hartplatz     | Jamie Cerretani       | Purav Raja Divij Sharan               | 6:4, 7:5           |
| 9.  | 6. Januar 2013     | São Paulo         | Hartplatz     | Jamie Cerretani       | Federico Delbonis Renzo Olivo         | 6:75, 6:1, [11:9]  |
| 10. | 6. April 2014      | Le Gosier         | Hartplatz     | Tomasz Bednarek       | Gero Kretschmer Michael Venus         | 7:5, 6:75, [10:8]  |
| 11. | 4. Mai 2014        | Tunis             | Sand          | Pierre-Hugues Herbert | Stephan Fransen Jesse Huta Galung     | 6:3, 7:65          |
| 12. | 27. Juli 2014      | Lexington         | Hartplatz     | Peter Polansky        | Chase Buchanan James McGee            | 6:4, 6:2           |
| 13. | 28. September 2014 | Napa              | Hartplatz     | Peter Polansky        | Bradley Klahn Tim Smyczek             | 7:60, 6:1          |
| 14. | 12. Oktober 2014   | Tiburon           | Hartplatz     | Bradley Klahn         | Carsten Ball Matt Reid                | 7:5, 6:2           |
| 15. | 13. November 2016  | Knoxville         | Hartplatz (i) | Peter Polansky        | Ruben Bemelmans Joris De Loore        | 6:1, 6:3           |
| 16. | 25. Februar 2017   | Bergamo           | Hartplatz (i) | Julian Knowle         | Dino Marcan Sam Weissborn             | 6:3, 6:3           |
| 17. | 5. März 2017       | Breslau           | Hartplatz (i) | Andrej Wassileuski    | Michail Jelgin Denys Moltschanow      | 6:3, 3:6, [21:19]  |
| 18. | 18. März 2017      | Drummondville (1) | Hartplatz (i) | Sam Groth             | Matt Reid John-Patrick Smith          | 6:3, 2:6, [10:8]   |
| 19. | 1. April 2017      | León              | Hartplatz     | Leander Paes          | Luca Margaroli Caio Zampieri          | 6:1, 6:4           |
| 20. | 24. Juni 2017      | Ilkley            | Rasen         | Leander Paes          | Brydan Klein Joe Salisbury            | 2:6, 6:2, [10:8]   |
| 21. | 12. Mai 2018       | Braga             | Sand          | Sander Arends         | Ariel Behar Miguel Ángel Reyes Varela | 6:2, 6:1           |
| 22. | 3. März 2019       | Pau               | Hartplatz (i) | Scott Clayton         | Sander Arends Sam Weissborn           | 7:64, 5:7, [10:8]  |
| 23. | 17. März 2019      | Drummondville (2) | Hartplatz (i) | Scott Clayton         | Matt Reid John-Patrick Smith          | 7:5, 3:6, [10:5]   |
| 24. | 28. September 2019 | Florenz           | Sand          | Luca Margaroli        | Gerard Granollers Pedro Martínez      | 7:5, 6:76, [14:12] |

#### Finalteilnahmen
| Nr. | Datum           | Turnier     | Belag         | Partner         | Finalgegner                     | Ergebnis          |
| --- | --------------- | ----------- | ------------- | --------------- | ------------------------------- | ----------------- |
| 1.  | 10. Juli 2011   | Newport (1) | Rasen         | Johan Brunström | Matthew Ebden Ryan Harrison     | 6:4, 3:6, [5:10]  |
| 2.  | 7. Februar 2016 | Sofia       | Hartplatz (i) | Philipp Oswald  | Wesley Koolhof Matwé Middelkoop | 7:5, 6:79, [6:10] |
| 3.  | 16. Juli 2016   | Newport (2) | Rasen         | Jonathan Marray | Sam Groth Chris Guccione        | 4:6, 3:6          |